# Landtagswahl in Südtirol 1988
- Grün-alternative Liste: 2
- Partito Comunista Italiano: 1
- Partito Socialista Italiano: 1
- Südtiroler Volkspartei: 22
- Democrazia Cristiana: 3
- Freiheitliche Partei Südtirols: 1
- Südtiroler Heimatbund: 1
- Movimento Sociale Italiano: 4

Die Südtiroler Landtagswahl 1988 fand am 20. November 1988 als Wahl zum Regionalrat Trentino-Südtirol statt. Formalrechtlich erfolgte die Wahl zum Regionalrat in zwei getrennten Wahlkreisen, von denen einer dem Gebiet der Provinz Bozen, einer dem Gebiet der Provinz Trient entsprach. Im Wahlkreis der Provinz Bozen wurden 35 Abgeordnete zum Regionalrat gewählt, in der Provinz Trient ebenfalls 35 Abgeordnete. Mit ihrer Wahl in den 70 Mandate umfassenden Regionalrat wurden die Abgeordneten des Wahlkreises Bozen gleichzeitig Mandatare des Südtiroler Landtags, jene des Wahlkreises Trient hingegen Abgeordnete zum Trentiner Landtag.
Die X. Legislaturperiode begann am 13. Dezember 1988 und endete am 12. Dezember 1993. Am 17. März 1989 wählte der Landtag die Südtiroler Landesregierung (Kabinett Durnwalder I).

## Wahlergebnis
| Partei                                      | Stimmenanzahl | Prozent | Mandate |
| ------------------------------------------- | ------------- | ------- | ------- |
| Südtiroler Volkspartei                      | 184.717       | 60,38 % | 22/35   |
| Movimento Sociale Italiano                  | 31.491        | 10,29 % | 4/35    |
| Democrazia Cristiana                        | 27.748        | 9,07 %  | 3/35    |
| Grün-alternative Liste                      | 20.549        | 6,72 %  | 2/35    |
| Partito Socialista Italiano                 | 12.332        | 4,03 %  | 1/35    |
| Partito Comunista Italiano                  | 9.214         | 3,01 %  | 1/35    |
| Südtiroler Heimatbund                       | 7.003         | 2,29 %  | 1/35    |
| Freiheitliche Partei Südtirols              | 4.133         | 1,35 %  | 1/35    |
| Lista per l’Alto Adige - Movimento Unitario | 3.330         | 1,09 %  | 0/35    |
| Partito Repubblicano Italiano               | 3.289         | 1,08 %  | 0/35    |
| Partito Pensionati                          | 1.426         | 0,47 %  | 0/35    |
| Partito Popolare Pensionati                 | 674           | 0,22 %  | 0/35    |

## Historische Bedeutung
Während die SVP und DC ihren Stimmenanteil halten konnten, erreichte der MSI erstmals in Südtirol eine zweistellige Zustimmungsrate. Ebenfalls Gewinne einfahren konnte die GAL, die profitierte von der Auflösung der Sozialdemokratische Partei Südtirols, sie blieb jedoch bei ihren 2 Mandaten. Der PCI und die FPS hatten dagegen spürbare Verluste.